# بني سهيل (ريمة)

تعديل مصدري - تعديل

قرية بني سهيل  هي إحدى قرى عزلة المغارم الواقعة ضمن مديرية كسمة التابعة لمحافظة ريمة، بلغ تعداد سكانها (1365) نسمة حسب تعداد اليمن لعام 2004.

## المحلات التابعة للقرية
- وادي العرب
- الجبانة
- المرزيم
- القرية
- الديلمه
- الشرف
- المرخام
- ردح
- الليمه
- الكديحه
- المرجح
- البرح
- الحيض
- اصل النقيل
- اضبع
- الحقول
- المخادر
- القاعدة
- القزعه
- المغربه
- الركين
- النشمه
- الصنصنه
- الحمام
- حضران
- العشق
- الخضرة
- الحقل

- المقارية

## روابط خارجية
- الدليل الشامــل.